# I-56
El I-56 (イ-56?) fue un submarino japonés del Tipo B3, activo en la Armada Imperial Japonesa durante la Segunda Guerra Mundial. 

## Historial
Entró en servicio el 8 de junio de 1944 tras ser construido en los astilleros de la base naval de Yokosuka, al igual que sus dos gemelos. A principios de octubre de 1944 se inició en Kure su conversión para el transporte y empleo de los minisubmarinos suicidas Kaiten. Sin embargo el proceso no pudo ser finalizado al ser requerida la presencia de submarinos tras ataques en Taiwán y Luzón por parte de aviones embarcados estadounidenses. Tan solo se retiró el cañón de 140 mm.
La madrugada del 26 de octubre de 1944, horas después de lanzar infructuosamente sus torpedos contra una formación de portaaviones estadounidenses, es localizado en superficie por un destructor. El I-56 hace una inmersión de emergencia hasta los 140 metros y recibe un fuerte ataque con cargas de profundidad, sin consecuencias. Tras emerger, se descubre una de las cargas modelo Mark 9, afortunadamente defectuosa, sobre la cubierta de popa.
Tras regresar a Kure el 4 de noviembre, se continúa con la conversión interrumpida el mes anterior, siendo privado de su hidroavión, el hangar que lo albergaba y la catapulta de lanzamiento, siendo equipado con al menos cuatro Kaiten y acceso para los mismos en inmersión.
El I-56 resultó hundido por la combinación del ataque antisubmarino de cuatro destructores (los USS Heermann, USS Uhlmann, USS Collett y USS McCord) y aparatos del portaaviones de escolta USS Bataan.